# زیبالد هایدن
زیبالد هایدن (آلمانی: Sebald Heyden؛ ‏ ۸ دسامبر ۱۴۹۹ – ۹ ژوئیهٔ ۱۵۶۱) موسیقی‌شناس، موسیقی‌دان، نویسنده سرودهای روحانی، خواننده سروده‌های مذهبی و متخصص الهیات اهل آلمان بود. شهرت او به واسطهٔ نگارش کتاب «دربارهٔ هنر خوانندگی» (De arte canendi) که در سه جلد مابین سال‌های ۱۵۳۲ تا ۱۵۴۰ منتشر شد و به نظر می‌رسد تأثیر به‌سزایی در تحصیل و آموزش آواز به پسران جوان داشت. گمان می‌رود که او نخستین موسیقی‌شناس واقعی جهان باشد.
او در سال ۱۵۱۳ به دانشگاه اینگولشتات رفت و در سال ۱۵۱۹ با مدرک کارشناسی ارشد از آنجا فارغ‌التحصیل شد. وی در آغاز یک لوتری بود اما از دههٔ ۱۵۳۰ تحت تأثیر اولریش تسوینگلی قرار گرفت.